# Милтон Сентер (Охајо)
Милтон Сентер (енгл. Milton Center) град је у америчкој савезној држави Охајо.

## Демографија
По попису из 2010. године број становника је 144, што је 51 (-26,2%) становника мање него 2000. године.
| Група             | 2000.       | 2010.       |
| Белци             | 156 (80,0%) | 110 (76,4%) |
| Афроамериканци    | 0 (0,0%)    | 0 (0,0%)    |
| Азијати           | 0 (0,0%)    | 0 (0,0%)    |
| Хиспаноамериканци | 34 (17,4%)  | 33 (22,9%)  |
| Укупно            | 195         | 144         |